# Архангельский, Николай Михеевич
Никола́й Михе́евич Арха́нгельский (1787—1857) — ординарный профессор Императорского Харьковского университета по кафедре прикладной математики, статский советник (1831).

## Биография
Происходил из духовных курской епархии. Родился в 1787 году.
В 1798—1805 годах учился в Курской духовной семинарии. В 1805—1808 годах казеннокоштным студентом учился в Харьковском университете, окончив его со степенью кандидата. Был оставлен при университете для преподавания студентам алгебры и геометрии. В то же время состоял субинспектором и был в Харьковской гимназии учителем философии и изящных наук.
В 1809/1810 уч. году преподавал математику и физику в Черниговской гимназии. По возвращении в Харьков снова читал математику студентам первого курса университета. В 1810—1811 годах читал курс физики для гражданских чиновников, желавших сдавать экзамен в науках на чин VIII класса.
В 1811 году защитил магистерскую диссертацию на тему: «О единообразном течении воды в реках и открытых каналах». В 1812 году был отправлен в Санкт-Петербург для «усовершенствования познаний в математике» при Императорской академии наук, где начал заниматься переводами математических сочинений с французского и латинского языков.
В 1814 году, по возвращении в Харьков, был назначен адъюнкт-профессором по кафедре математики и зачислен в действительные члены учрежденного при Харьковском университете «Общества наук», а также избран начальством экзаменатором выпускных воспитанников Харьковской гимназии. В 1816—1821 годах занимал должность секретаря физико-математического факультета. В 1818 году был утвержден экстраординарным профессором, в 1826 году — ординарным профессором по кафедре прикладной математики. В 1828—1829 годах был деканом математического факультета. В 1837 году, вследствие преобразований университета, уволен «с полной пенсиею и правом сохранять её на всякого рода службе, подобно заслуженным профессорам».
С 1837 года до своей смерти в 1857 году жил в Харькове.

## Награды
- Орден Святого Владимира 4-й степени
- Знак отличия беспорочной службы за XXV лет

## Переводы
- «Статика» С. Д. Пуассона.
- «Исследование о наивыгоднейшем построении плотин» Ш. Боссю и Виолета.
- «Физико-математические исследования течения воды» Г. де Прони.
- Математические диссертации Л. Эйлера.
- «Основания механики» (в двух частях, с дополнениями переводчика) Л.-Б. Франкёра.

## Семья
- Мария (1818—?), замужем за Фёдором Ковалевским
- Надежда (1820—?)
- Михаил (1821—?)
- Лариса (1833—?), замужем за Алексеем Андреевичем Червинским.